# PICASSO
Pour les articles homonymes, voir Picasso (homonymie).
 (mai 2013).
PICASSO (acronyme de Projet d'Identification de CAndidats Supersymétriques  SOmbres) était un projet de recherche fondamentale en physique visant la détection directe de neutralinos basé à l'Observatoire de neutrinos de Sudbury, en Ontario. L'expérience s'est terminée en 2013 lors de l'union avec l'expérience COUPP pour former la collaboration PICO. 

## Motivation
Plusieurs observations astronomiques laissent croire que les galaxies sont baignées dans un nuage de matière noire. Cette matière serait omniprésente autour de nous, mais ne produirait ni n'absorberait de la lumière, rendant sa détection difficile. Toutefois, le modèle standard, la théorie actuellement utilisée par les physiciens pour décrire l'Univers ne prédit l'existence d'aucune particule pouvant remplir le rôle de la matière sombre.
Les théoriciens savent toutefois que ce modèle est incomplet, et travaillent depuis quelques décennies sur de nouveaux modèles capables de décrire plus précisément l'Univers. Une famille de ces nouvelles théories est appelée supersymétrie. Ces théories prédisent l'existence de plusieurs nouvelles particules dont le neutralino, une particule lourde qui n'interagirait que par la force gravitationnelle et par la force faible. Puisqu'il n'interagit pas par la force électromagnétique, les neutralinos seraient invisibles et pourraient traverser sans interagir avec la matière normale.
Bien que l'interaction entre un neutralino et la matière normale soit très improbable, sa section efficace d'interaction est non nulle. Très rarement, un neutralino entre en collision, via l'interaction faible, avec un atome. Toutefois, l'énergie échangée par un seul évènement de collision est très faible, et indétectable par des moyens conventionnels. Il faut donc construire des détecteurs spécialisés.

## Méthodologie
Les détecteurs de l'expérience PICASSO sont des contenants cylindriques remplis d'un gel contenant des gouttelettes de fréon surchauffées. Ainsi, le moindre apport d'énergie, comme une collision avec un neutralino, devrait être suffisant pour rompre cet équilibre métastable et faire bouillir la gouttelette. L'expansion rapide de la gouttelette qui se produit génère un son qui est capté par les neuf transducteurs piézo-électriques intégrés aux parois du cylindre. Leurs signaux sont ensuite enregistrés par un ordinateur.
Toutefois, de tels détecteurs sont extrêmement sensibles à toutes sortes de phénomènes. C'est la raison de leur installation dans un laboratoire souterrain, SNOLAB: les deux kilomètres de roche bloquant la quasi-totalité des rayons cosmiques pouvant affecter les détecteurs. En complément, des réservoirs d'eau purifiée filtrent le rayonnement radioactif de la roche. En fin de processus, l'ordinateur trie dans l'ensemble des signaux les évènements susceptibles d'être intéressants.